# Кизатівка
Кизатівка (рос. Кизатовка) — село у Вольському районі Саратовської області Російської Федерації.
Населення становить 29 осіб. Належить до муніципального утворення Черкаське муніципальне утворення.

## Історія
Населений пункт розташований у межах українського історичного та культурного регіону Жовтий Клин.
Від 23 липня 1928 року в складі Вольського округу Нижньо-Волзького краю. Орган місцевого самоврядування від 2004 року — Черкаське муніципальне утворення.

## Населення
| 2010 |
| ---- |
| 29   |